# E60

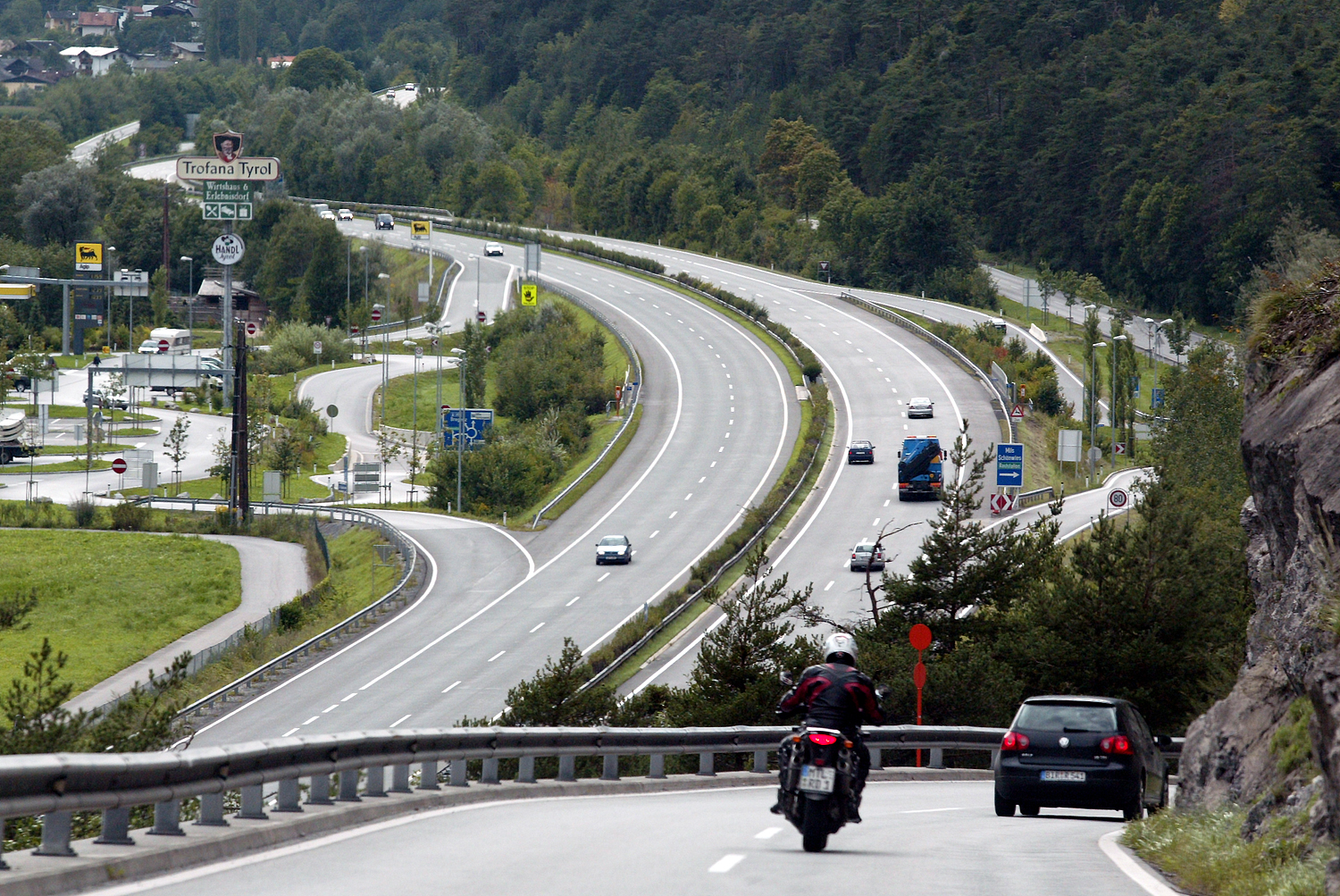
Bild från E60 (A12), Österrike, väster om Innsbruck

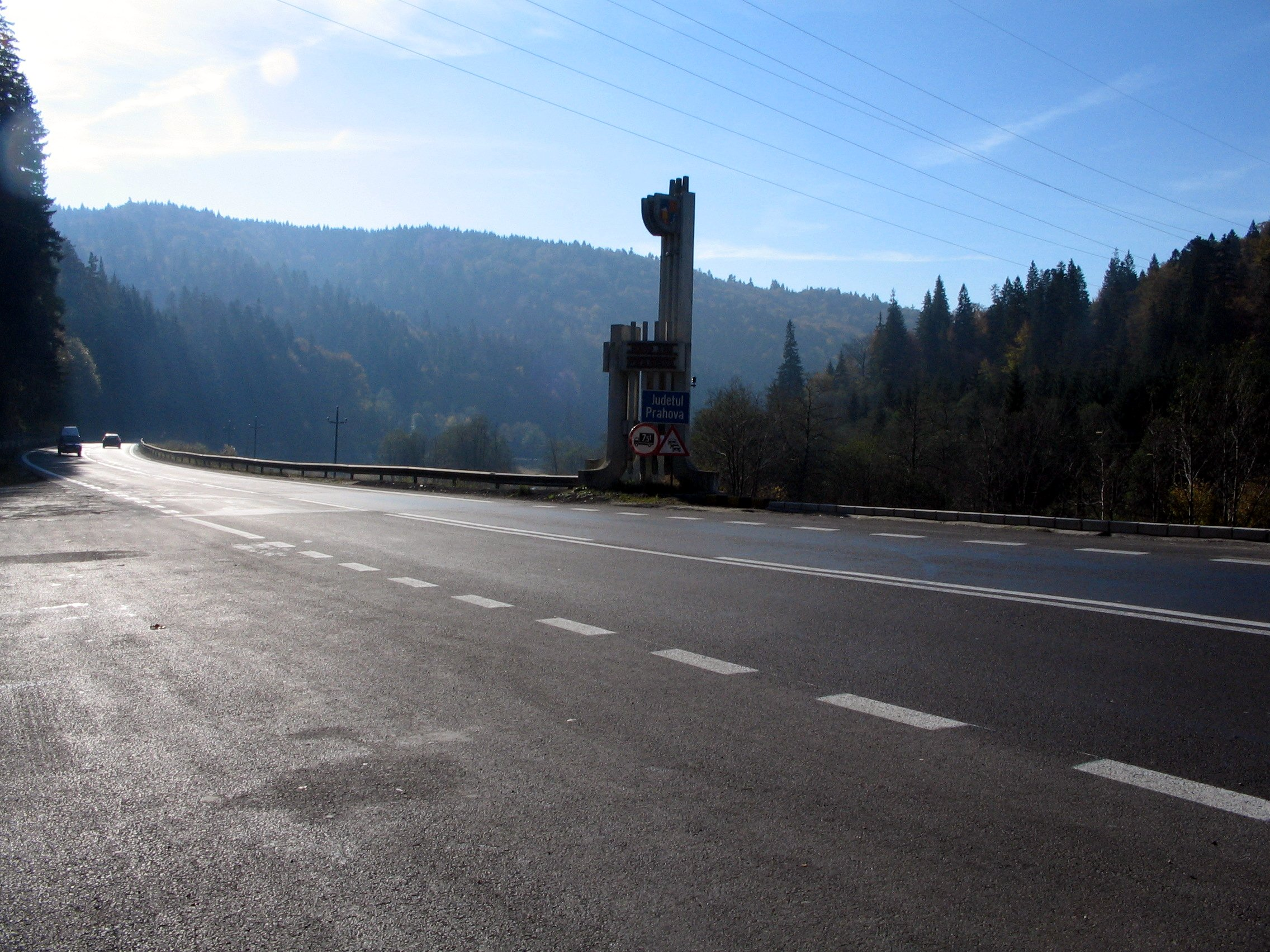
Bild från E60 (väg 1), söder om Brașov, Rumänien.

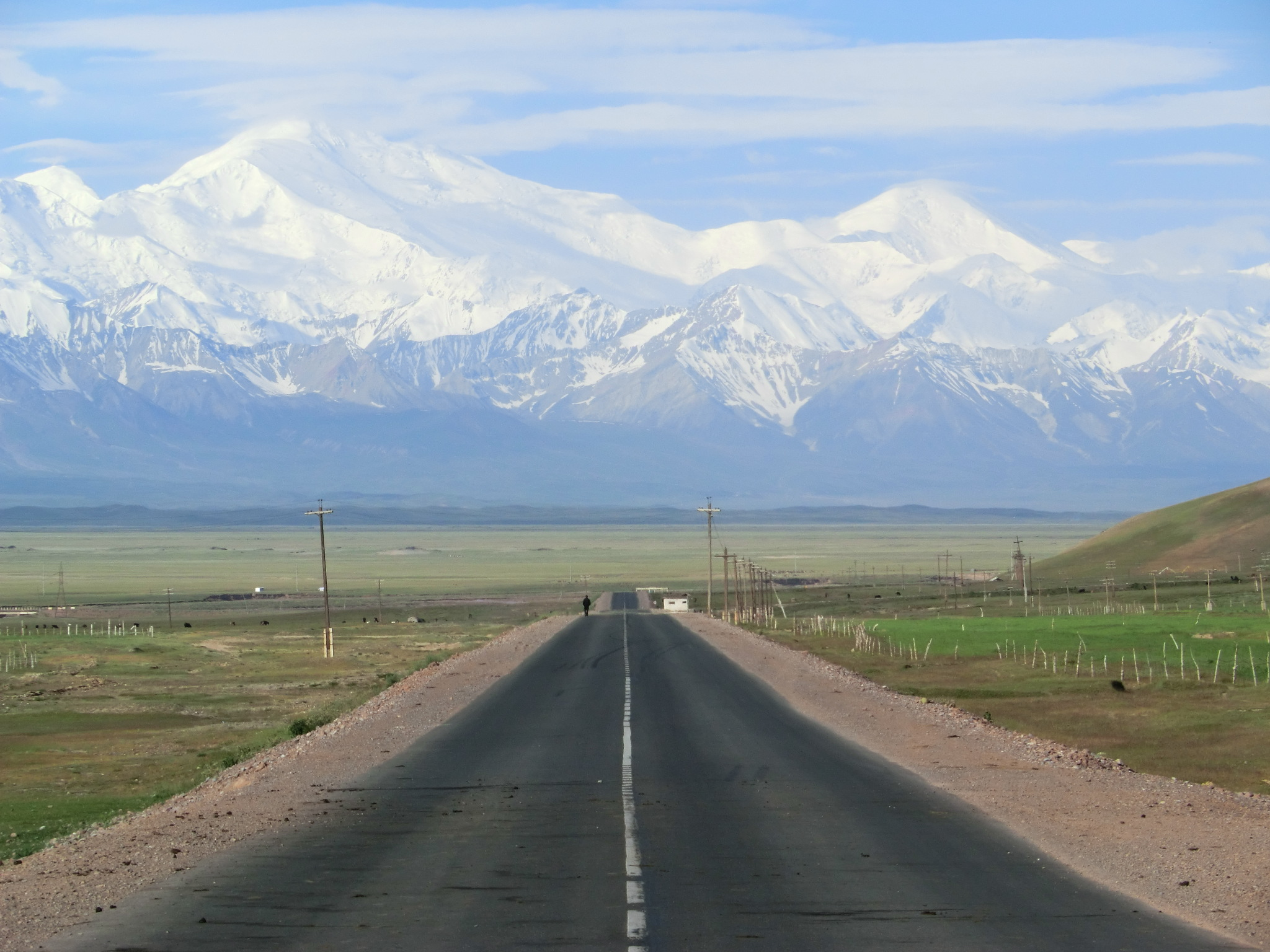
Pik Lenina i Tadzjikistan/Kirgizistan är 7.134 meter högt och syns väl från E60

E60 eller Europaväg 60 är en europaväg som börjar i Brest i Frankrike, passerar Schweiz, Tyskland, Österrike, Ungern, Rumänien, Georgien, Azerbajdzjan, Turkmenistan, Uzbekistan och Tadzjikistan samt slutar i Irkesjtam i Kirgizistan.
Den är cirka 6 590 kilometer lång. (338 mil i Europa  och 321 mil i Asien) 

## Sträckning
Brest (Frankrike) - Nantes - Tours - Orléans - Courtenay - Beaune - Besançon - Belfort - Mulhouse - (gräns Frankrike-Schweiz) - Basel - Zürich - Winterthur - Sankt Gallen - Sankt Margrethen - (gräns Schweiz-Österrike) - Lauterach - Feldkirch - Imst - Innsbruck - Wörgl - (gräns Österrike-Tyskland) - Rosenheim - (gräns Tyskland-Österrike) - Salzburg - Linz - Wien - (gräns Österrike-Ungern) - Győr - Budapest - Püspökladány - (gräns Ungern-Rumänien) - Oradea - Cluj-Napoca - Târgu Mureș - Brașov - Bukarest - Urziceni - Hârșova - Constanța - (havsavbrott Rumänien-Georgien) - Poti - Samtredia - Chasjuri - Tbilisi - (gräns Georgien-Azerbajdzjan) - Ganja - Yevlax - Baku - (färja Azerbajdzjan-Turkmenistan) - Türkmenbaşy - Aşgabat - Mary - Tjardzjou - (gräns Turkmenistan-Uzbekistan) - Buchara - Karsji - Guzai - Termiz - (gräns Uzbekistan-Tadzjikistan) - Dusjanbe - Dzjirgatal - (gräns Tadzjikistan-Kirgizistan) - Sary-Tasj - Irkesjtam (vid gränsen mot Kina)

## Motorvägar
E60 följer bland annat följande motorvägar:
| - A11 (motorväg, Frankrike) - A6 (motorväg, Frankrike) - A36 (motorväg, Frankrike) - A3 (motorväg, Schweiz) |  | - A1 (motorväg, Schweiz) - A12 (motorväg, Österrike) - A1 (motorväg, Österrike) - M1 (motorväg, Ungern) |

E60 är mestadels motorväg i Frankrike, dock delvis landsväg i västra halvan av landet. Den är motorväg i Schweiz, Österrike och Ungern till Budapest. Öster om Budapest är E60 nästan bara landsväg.

## Anslutningar
| - E50 - E3 - E62 - E5 gemensam sträcka - E9 - E15 gemensam sträcka - E17 - E21 |  | - E25 - E35 - E41 - E43 - E533 - E45 - E641 - E55 gemensam sträcka |  | - E56 - E57 - E59 - E58 - E65 - E75 gemensam sträcka - E71 - E73 |  | - E79 - E81 - E85 - E87 - E97 - E70 - E692 - E117 |  | - E119 - E003 - E40 - E005 - E123 - E008 - E009 - E007 |